# 드미트리 웃킨
드미트리 발레리예비치 웃킨 ( 러시아어: Дмитрий Валерьевич Уткин ; 우크라이나어: Дмитро Валерійович Уткін 드미트로 발레리요비치 웃킨[*], 영어:Dmitry Valerievich Utkin; 1970년 6월 11일 ~ 2023년 8월 23일)은 러시아 육군 장교이다. 그는 GRU에서 특수부대 장교로 복무했으며 그곳에서 중령 계급으로 있었다. 그는 바그너 그룹을 설립했으며 자신의 콜사인이 바그너인 것으로 알려졌다. 웃킨은 러시아로부터 용맹 훈장을 4번 수여받았다.

## 유년기 시절
웃킨은 1970년 6월 11일 러시아 소비에트 사회주의 공화국 스베르들롭스크주에 있는 아스베스트 또는 우크라이나 소비에트 사회주의 공화국의 키로보흐라드주에 있는 스몰리네 마을에서 태어났다. 그는 엘레나 셰르비니나와 결혼했다. 두 사람은 2000년대 초 이혼했다.

## 정치적 견해
바그너 그룹의 구성원은 웃킨이 슬라브 토속 신앙을 믿는 로드노베리에라고 보고했다. 웃킨은 라트비아에 기반을 둔 메두자 교에 의해 나치 독일에 동조하고 있다고 주장했고, British NationalWorld 에 따르면 2021년에 밝혀 이미지 때문에 네오 나치로 알려져 있었다. 그의 목과 가슴에는 네오 나치와 관련된 상징인 번개와 독수리 문신이 있다.
웃킨은 2016년 이후 공식 석상에서 모습을 드려내고 있지 않다.

## 군 경력

### 러시아와 슬라브 군단
웃킨은 2013년까지 프스코프 주의 페초리 시에 주둔하고 있는 러시아 연방(GRU) 총참모부 본부 2차 특별 특수 여단의 700차 특별 파견대 사령관을 역임하였다. 그는 군대에서 제대한 후 슬라브 군단에 입대하여 2013년 내전 당시 바샤르 알 아사드 시리아 대통령 편에서 싸웠다. 이후 시리아 전쟁 도중에 2013년 10월 모스크바로 돌아왔다.

### 바그너 그룹
러시아로 돌아온 직후, 웃킨은 자신의 용병 그룹을 창설하였다. 보도에 따르면 제3제국의 역사에 열정을 가지고 있는 것으로 알려진 웃킨은 리하르트 바그너를 기리기 위해 바그너라는 콜사인을 가지고 있었다. 웃킨과 그의 바그너 그룹은 물론 슬라브 군단의 여러 퇴역 군인들이 2014년 2월 크림 반도와 돈바스 지역에서 러시아-우크라이나 전쟁 동안 친러시아 분리주의자들을 위해 싸웠다. 러시아 언론매체 노바야 가제타는 웃킨과 그의 수하들이 자칭 루한스크 인민 공화국의 야전사령관 여러 명을 살해하는 데 관여했을 수 있다고 보도했다. 터키 언론 매체 예니 샤팍은 그가 회사의 유명 인사인 반면, 바그너 그룹의 실제 수장은 다른 사람이라고 보도했다.
웃킨은 2016년 12월 9일 조국수호의 날을 축하하는 동안 크렘린궁에서 목격되었다. 그는 4개의 용맹 훈장 수상자로서 축하 행사에 참석했으며 러시아 대통령 블라디미르 푸틴과 함께 사진을 찍었다. 드미트리 페스코프 러시아 대통령 공보비서관은 웃킨이 행사에 초대받은 사람 중 하나라고 인정했지만 바그너 그룹 용병들과의 관계에 대해서는 언급하지 않았다.
RBK 그룹은 크라스노다르 지방에서 훈련을 마친 후 웃킨과 그의 부하들이 2015년에 시리아로 돌아갔다고 보고했다. 러시아 공습이 시작된 직후 지상에서 싸우는 러시아 용병의 사망에 대한 보고서가 나왔다. 2016년 3월 팔미라 전투에서 사망한 무장한 러시아 용병을 묘사한 것으로 보이는 여러 이미지가 소셜미디어에 공개됐다. 스카이 뉴스는 2016년 시리아에서 주로 바그너 용병들이 약 500~600명이 사망했다고 보도했다.

## 제재
2017년 6월 미국은 바그너 그룹의 수장인 웃킨에 대해 제재를 받았다. 2017년 11월 RBK 그룹은 웃킨을 콩코드 매니지먼트 & 컨설팅 의 CEO로 임명했다고 보고했다. 그러나 언론매체 벨링캣은 이는 다른 드미트리 웃킨이라고 주장했다.
2021년 12월 유럽 연합 이사회는 웃킨 및 바그너 그룹과 관련된 기타 개인에 대해 제한 조치를 부과했다. 웃킨과 관련하여 그는 "고문 및 초법적, 약식 또는 자의적 처형 및 살인을 포함하여 그룹이 저지른 심각한 인권 침해에 대한 책임이 있다"는 혐의로 기소되었다.
그는 2022년 러시아의 우크라이나 침공과 관련하여 뉴질랜드 정부의 제재를 받았다. 영국 정부는 침략의 결과로 똑같은 일을 했다.

## 같이 보기
- 바그너 그룹
- 예브게니 프리고진
- 러시아-우크라이나 전쟁